# STS-66
STS-66 (ang. Space Transportation System) – trzynasta misja wahadłowca kosmicznego Atlantis i sześćdziesiąta szósta programu lotów wahadłowców.

## Załoga
źródło
- Donald McMonagle (3)*, dowódca (CDR)
- Curtis Brown (2), pilot (PLT)
- Ellen Ochoa (2), dowódca ładunku (MS1)
- Scott Parazynski, M.D. (1), specjalista misji (MS4)
- Joseph Tanner (1), specjalista misji (MS2)
- Jean-François Clervoy (1), specjalista misji (MS3) (ESA, Francja)

*(liczba w nawiasie oznacza liczbę lotów odbytych przez każdego z astronautów)

## Parametry misji
- Masa:
  - startowa orbitera: - kg ?
  - lądującego orbitera: - kg ?
  - ładunku: 10 544 kg[1]
- Perygeum: 296 km[4]
- Apogeum: 310 km[4]
- Inklinacja: 57°[4]
- Okres orbitalny: 90,6 min[4]

## Cel misji
Specyficzny typ misji promów to loty, w których z ładowni wahadłowca wypuszczano satelitę, by pod koniec misji ponownie go złapać i przywieźć na Ziemię. W ten sposób realizowano badania naukowe, wymagające oddalenia się od promu. Jego obecność mogła negatywnie wpływać na wyniki badań. Tego typu ładunki określano mianem free-flyer (swobodnie latający).
Był to lot poświęcony badaniom atmosfery ziemskiej przy pomocy zestawu aparatury ATLAS-03 (Atmospheric Laboratory of Applications and Science). Ponadto umieszczono na orbicie, a po ośmiu dniach misji przechwycono satelitę CRISTA-SPAS również służącego do badań atmosfery. Satelita CRISTA-SPAS (Cryogenic Infrared Spectometers & Telescopes for the Atmosphere) to platforma służąca do badań naukowych. Do jej wypuszczenia i złapania wystarczył manipulator wahadłowca. Spacery kosmiczne nie były już konieczne.